# Louis Lecoin

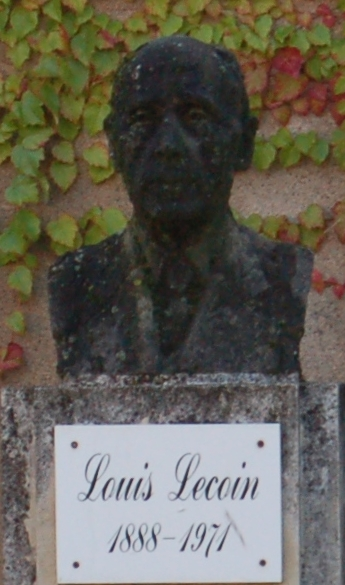
Louis Lecoin (1888–1971)

Louis Lecoin (* 30. September 1888 in Saint-Amand-Montrond; † 23. Juni 1971 in Paris) war ein französischer Anarchist und Friedensaktivist.

## Leben
Im Oktober 1908 wurde er, der aus einer armen Arbeiterfamilie stammte, als junger Rekrut mit seinem Regiment beauftragt, einen Streik der Eisenbahner zu brechen. Er weigerte sich und das brachte ihm sechs Monate Gefängnis wegen Ungehorsam in der Armee ein. Demobilisiert im Jahre 1912, ging er nach Paris und wurde, nachdem er Kontakt mit libertären Kreisen hatte, Sekretär der Föderation Kommunistischer Anarchisten (Fédération Communiste Anarchiste – FCA). Er schuf die Secours aux Objecteurs de Conscience (Hilfsaktion für Gewissensverweigerer) und setzte sich für ihre rechtliche Stellung ein. Während des Krieges von 1914 bis 1918 wurde er wegen Befehlsverweigerung am  18. Dezember 1917 zu fünf Jahren Militärgefängnis und wegen Störung der öffentlichen Ordnung zu 18 Monaten Gefängnis verurteilt. Lecoin war insgesamt 12 Jahre seines Lebens inhaftiert.
Als Friedensaktivist trat er unter anderem am 1. Juni 1961 mit 74 weiteren Personen in einen Hungerstreik, um den Kampf für die Legalisierung der Kriegsdienstverweigerung in Frankreich zu unterstützen. Nach 22 Tagen gab die französische Regierung unter de Gaulle auf und legalisierte die Kriegsdienstverweigerung.

## Veröffentlichungen
- De prison en prison Paris, 1946
- Le cours d’une vie Paris, 1965
- La Nation face à larmée
- Écrits de Louis Lecoin Paris, 1974